# التصنيف العربي للجامعات
التصنيف العربي للجامعات، اختصارًا (ARU)، هو تصنيف عربي للجامعات يُعد الأول والوحيد عربيًا من نوعه، إذ أنه أول تصنيف دولي بمعايير حديثة يُولد في العالم العربي، تأسس عام 2022 وصدر التصنيف الأول منه في ديسمبر 2023، يُنشر التصنيف من قِبل "مجلس التصنيف العربي للجامعات" المنبثق عن الأمانة العامة لجامعة الدول العربية والمنظمة العربية للتربية والثقافة والعلوم (ألكسو) واتحاد الجامعات العربية واتحاد مجالس البحث العلمي العربية.

## التاريخ
أُُطلق التصنيف العربي للجامعات رسميًا في فبراير 2022 من مقر جامعة الدول العربية، بعد تضافر الجهود المشتركة بين جامعة الدول العربية واتحاد الجامعات العربية والمُنظمة العربية للتربية والثقافة والعلوم (الألكسو) واتحاد مجالس البحث العلمي العربية، وفي 21 ديسمبر 2023 نُشرت النسخة الأولى من التصنيف، وهو تصنيف دولي ضمن التصنيفات الدولية العديدة للجامعات.
بلغ عدد الجامعات العربية التي تقدمت للتصنيف في نسخته الأولى عام 2023 ما مجموعه 208 جامعة عربية وقد أُدرِجَ منها 115 جامعة عربية ضمن التصنيف الأول الذي أُعِلنَ في 21 ديسمبر 2023، ومن المُخطط أن يُصنِف التصنيف جامعات عالميةٍ من خارج العالم العربي في نُسَخِه المُقبلة.

## معايير التصنيف
يعتمد التصنيف العربي للجامعات على قياس أربعة مؤشرات رئيسية للجامعات وهذه المؤشرات هي:
- جودة التعليم والتعلم وتميز أعضاء هيئة التدريس.
- البحث العلمي.
- الريادة والابتكار والإبداع.
- التعاون الدولي والمحلي وخدمة المجتمع.

## ترتيب الجامعات العربية وفق التصنيف

### للعام 2023
شمل التصنيف العربي للجامعات بنسخته الأولى عام 2023 ما مجموعه 115 جامعة عربية كانت أفضل 50 منها وفق التصنيف حسب الآتي:
| الجامعة                                              | الدولة                   | الترتيب |
| ---------------------------------------------------- | ------------------------ | ------- |
| مدينة زويل للعلوم و التكنولوجيا                      | مصر                      | 1       |
| جامعة القاهرة                                        | مصر                      | 2       |
| جامعة الإمارات العربية المتحدة                       | الإمارات العربية المتحدة | 3       |
| جامعة عين شمس                                        | مصر                      | 4       |
| جامعة المنصورة                                       | مصر                      | 5       |
| جامعة الشارقة                                        | الإمارات العربية المتحدة | 6       |
| جامعة الملك خالد                                     | السعودية                 | 7       |
| جامعة صفاقس                                          | تونس                     | 8       |
| جامعة الإسكندرية                                     | مصر                      | 9       |
| جامعة الزقازيق                                       | مصر                      | 10      |
| جامعة الطائف                                         | السعودية                 | 11      |
| جامعة تونس المنار                                    | تونس                     | 12      |
| جامعة المنستير                                       | تونس                     | 13      |
| جامعة العلوم والتكنولوجيا                            | الأردن                   | 14      |
| جامعة الكويت                                         | الكويت                   | 15      |
| جامعة جازان                                          | السعودية                 | 16      |
| جامعة طنطا                                           | مصر                      | 17      |
| جامعة كفر الشيخ                                      | مصر                      | 18      |
| جامعة المنوفية                                       | مصر                      | 19      |
| جامعة بنها                                           | مصر                      | 20      |
| جامعة بغداد                                          | العراق                   | 21      |
| الأكاديمية العربية للعلوم والتكنولوجيا والنقل البحري | مصر                      | 22      |
| جامعة قناة السويس                                    | مصر                      | 23      |
| جامعة أسوان                                          | مصر                      | 24      |
| الجامعة البريطانية في مصر                            | مصر                      | 25      |
| جامعة البلقاء التطبيقية                              | الأردن                   | 26      |
| جامعة اليرموك                                        | الأردن                   | 27      |
| جامعة دمياط                                          | مصر                      | 28      |
| الجامعة الإسلامية في غزة                             | فلسطين                   | 29      |
| جامعة مؤتة                                           | الأردن                   | 30      |
| جامعة عمان الأهلية                                   | الأردن                   | 31      |
| جامعة عفت                                            | السعودية                 | 32      |
| جامعة محمد الأول                                     | المغرب                   | 33      |
| جامعة بورسعيد                                        | مصر                      | 34      |
| الجامعة الألمانية الأردنية                           | الأردن                   | 35      |
| الجامعة المستنصرية                                   | العراق                   | 36      |
| جامعة السويس                                         | مصر                      | 37      |
| جامعة المستقبل                                       | مصر                      | 38      |
| جامعة تعز                                            | اليمن                    | 39      |
| جامعة سوسة                                           | تونس                     | 40      |
| جامعة السلطان مولاي سليمان                           | المغرب                   | 41      |
| كلية المستقبل الجامعة                                | العراق                   | 42      |
| جامعة فلسطين التقنية (خضوري)                         | فلسطين                   | 43      |
| جامعة آل البيت                                       | الأردن                   | 44      |
| جامعة جدارا                                          | الأردن                   | 45      |
| جامعة فيلادلفيا                                      | الأردن                   | 46      |
| جامعة البتراء                                        | الأردن                   | 47      |
| جامعة المسيلة                                        | الجزائر                  | 48      |
| جامعة جنوب الوادي                                    | مصر                      | 49      |
| جامعة الأنبار                                        | العراق                   | 50      |
| باقي القائمة في موقع التصنيف العربي للجامعات         |                          |         |

### للعام 2024
شمل التصنيف العربي للجامعات بنسخته  لعام2024 ما مجموعه 180جامعة عربية كانت أفضل 50 منها وفق التصنيف حسب الآتي:
| الترتيب | الجامعة                                              | الدولة                    |
| 1       | جامعة الملك سعود                                     | المملكة العربية السعودية  |
| 2       | جامعة القاهرة                                        | جمهورية مصر العربية       |
| 3       | جامعة الإمارات العربية المتحدة                       | الإمارات العربية المتحدة  |
| 4       | جامعة الشارقة                                        | الإمارات العربية المتحدة  |
| 5       | جامعة الملك خالد                                     | المملكة العربية السعودية  |
| 6       | جامعة عين شمس                                        | جمهورية مصر العربية       |
| 7       | جامعة المنصورة                                       | جمهورية مصر العربية       |
| 8       | جامعة الاسكندرية                                     | جمهورية مصر العربية       |
| 9       | جامعة الطائف                                         | المملكة العربية السعودية  |
| 10      | جامعة تونس المنار                                    | الجمهورية التونسية        |
| 11      | جامعة صفاقس                                          | الجمهورية التونسية        |
| 12      | جامعة الزقازيق                                       | جمهورية مصر العربية       |
| 13      | جامعة القصيم                                         | المملكة العربية السعودية  |
| 14      | جامعة العلوم والتكنولوجيا الاردنية                   | المملكة الأردنية الهاشمية |
| 15      | جامعة طنطا                                           | جمهورية مصر العربية       |
| 16      | جامعة عمان الأهلية                                   | المملكة الأردنية الهاشمية |
| 17      | جامعة المنستير                                       | الجمهورية التونسية        |
| 18      | جامعة بغداد                                          | جمهورية العراق            |
| 19      | جامعة تعز                                            | الجمهورية اليمنية         |
| 20      | جامعة النجاح الوطنية                                 | دولة فلسطين               |
| 21      | جامعة المنوفية                                       | جمهورية مصر العربية       |
| 22      | جامعة قناة السويس                                    | جمهورية مصر العربية       |
| 23      | جامعة الأزهر                                         | جمهورية مصر العربية       |
| 24      | جامعة جازان                                          | المملكة العربية السعودية  |
| 25      | جامعة العلوم والتكنولوجيا / عدن                      | الجمهورية اليمنية         |
| 26      | جامعة البلقاء التطبيقية                              | المملكة الأردنية الهاشمية |
| 27      | جامعة الملك فيصل                                     | المملكة العربية السعودية  |
| 28      | الجامعة التكنولوجية - العراق                         | جمهورية العراق            |
| 29      | جامعة أسيوط                                          | جمهورية مصر العربية       |
| 30      | جامعة الكويت                                         | دولة الكويت               |
| 31      | الجامعة المستنصرية                                   | جمهورية العراق            |
| 32      | جامعة بنها                                           | جمهورية مصر العربية       |
| 33      | جامعة فلسطين الأهلية                                 | دولة فلسطين               |
| 34      | الاكاديمية العربية للعلوم والتكنولوجيا والنقل البحرى | جمهورية مصر العربية       |
| 35      | جامعة فلسطين التقنية - خضوري                         | دولة فلسطين               |
| 36      | جامعة المستقبل - جمهورية العراق                      | جمهورية العراق            |
| 37      | جامعة سوسة                                           | الجمهورية التونسية        |
| 38      | جامعة كفر الشيخ                                      | جمهورية مصر العربية       |
| 39      | جامعة اليرموك                                        | المملكة الأردنية الهاشمية |
| 40      | جامعة ٦ أكتوبر                                       | جمهورية مصر العربية       |
| 41      | جامعة فيلادلفيا                                      | المملكة الأردنية الهاشمية |
| 42      | جامعة الفيوم                                         | جمهورية مصر العربية       |
| 43      | جامعة البترا                                         | المملكة الأردنية الهاشمية |
| 44      | جامعة أسوان                                          | جمهورية مصر العربية       |
| 45      | جامعة مؤتة                                           | المملكة الأردنية الهاشمية |
| 46      | جامعة الشرق الأوسط- الأردن                           | المملكة الأردنية الهاشمية |
| 47      | جامعة مدينة السادات                                  | جمهورية مصر العربية       |
| 48      | جامعة المستقبل - جمهورية مصر العربية                 | جمهورية مصر العربية       |
| 49      | جامعة القدس                                          | دولة فلسطين               |
| 50      | الجامعة البريطانية فى مصر                            | جمهورية مصر العربية       |

## وصلات خارجية
- قائمة بالجامعات العربية المُصنفة وفق التصنيف العربي للجامعات للعام 2023–2024